# 南満洲鉄道ジキイ型ディーゼル機関車
南満洲鉄道ジキイ型ディーゼル機関車（みなみまんしゅうてつどうジキイがたディーゼルきかんしゃ）は、かつて南満洲鉄道（満鉄）が保有していた電気式ディーゼル機関車である。なお、1938年の称号改正においてジキイ型となった機体は、1931年導入でスイス製の1号機と1934年導入で日本製の501、502号機の2種が存在するが、本項では後者について記述する。

## 導入の経緯
ディーゼル機関車は、1912年にプロイセン邦有鉄道向けに最初の機体が製造された後各国において試用が進み、日本においても1930年および1929年にDC10形とDC11形を輸入して試用していたが、南満洲鉄道においても蒸気機関車との性能その他の比較のために入換用ディーゼル機関車を導入することとなり、1931年にデセ型2000号機（→ジキイ型2000号機→ジキイ型1号機）および2001号機（→ジキニ型2001号機→ジキニ型1号機）の2機を輸入している。これら2機のうち、前者はスイス製（主機 : Gebrüder Sulzer、電機品 : SAAS、機械部品 : SIG）、後者はドイツ・スイス製（主機 : MAN、電機品 : BBC、機械部品 : エスリンゲン機械工場）で、いずれも大連駅構内の入換などに使用されていた。
一方、1931年の満洲事変と翌1932年の満洲国成立を受け、南満洲鉄道では1933年3月1日より満洲国国有鉄道の経営を受託し、通称「国線」と呼ばれる受託路線の管轄のために奉天に鉄路総局が設置され（通称「社線」と呼ばれる従来からの南満洲鉄道線は鉄道部が管轄）、また、同時に満洲国内の鉄道および港湾の新設も担当することとなったため、同日に大連本社内に鉄道建設局が設置されている。さらに、1935年には北満鉄路の満洲国国有鉄道への接収がなされ、これも南満洲鉄道が経営を受託しており、その後1936年には鉄道部、鉄路総局、鉄道建設局が統合されて奉天の鉄道総局に改組されている。
このような状況のもと、本形式は、水の確保が困難でかつ水質が悪いため蒸気機関車の運用が難しく、さらに、冬季には-40 ℃以下、夏には35 ℃以上となる気温や多量の砂塵、匪賊の横行といった満洲北部の環境下における新線の建設工事、貨物列車の牽引および入換用として、鉄道建設局が鉄道省にその開発を打診し、芝浦製作所（現東芝）および日立製作所が各1機ずつを受注、鉄道省が設計・制作の監督を受託して開発された電気式ディーゼル機関車である。
デセ型7000号機および7001号機として2機が製造された本形式は、新潟鐵工所製のディーゼルエンジンを搭載し、7000号機は機器類を芝浦製作所（製番86550-1）、車体を汽車製造大阪工場（製番2714）が、7001号機は日立製作所（製番500）がそれぞれ製造を担当して発注から11ヶ月後の1934年に竣工しており、その後ディーゼル機関車の記号が”デセ”から"ジキ"となったことに伴い、ジキイ型7000号機/7001号機に、さらに1938年の称号改正によってジキイ型502号機/501号機となっている。

## 主要機器
本機は主機として新潟鉄工所製の直列8気筒、連続定格出力559 kWのLH8A型ディーゼルエンジン1基を車体の機械内床上に搭載し、そこに直結される連続定格出力450 kWの直流複巻発電機によって発生した電力によって各台車に2基ずつ計4基搭載された、1時間定格出力170 kWの直流直巻整流子電動機を駆動するもので、運転台の主幹制御器からの電気指令により機関出力および主電動機の直列・並列の接続を制御する方式としている。

### 機関
LH8A型は直列8気筒直噴式4ストローク式で、シリンダ内径310 mm × 行程380 mm（排気量229.4 l）、機関重量13.5 t、全長4480 mm、機械室床面からの全高2500 mmのもので、連続定格出力は 559 kW / 600 rpmであり、電磁空気式のガバナーにより、通常の力行時には600 rpm、停止/惰行時や主電動機2基解放での運転時、機外への電力送電時には450 rpmでそれぞれ定速運転される。
この機関は台板構造で、クランクシャフトの軸受を支える台板を車体台枠に直接ボルトで固定し、主機と直結される主発電機の架台と台板の間も直接結合して主機・主発電機・台枠を一体として高い剛性を確保する方式となっている。また、鋳鉄製の台板そのものも南満洲鉄道の背の高い車両限界を活かして高さ800 mmの剛性の高いものとしたため、例えば入換作業における貨車の突放などの車体に大きな衝撃が伝わる運用をしてもクランクシャフトの軸芯に狂いが発生せず、クランクシャフト周りのトラブルが発生しなかったとされている。
南満洲鉄道ではディーゼル燃料として撫順炭鉱産のシェールオイルを使用しており、LH8A型も、比重約0.89、引火点約87 ℃、発熱量43.1 MJ/kgの撫順炭鉱産シェールオイルの使用を考慮した設計となっている。また、燃料消費量は200 g/HP/h以下、潤滑油消費量は5 g/HP/h以下であり、燃料は最大出力約10時間連続運転可能な分を、潤滑油は1600 kmの連続運転が可能な分を搭載することとしており、それぞれの搭載量および機関冷却水の搭載量は以下の通りとなっている。
- 燃料：第1/第2タンク各200 l（屋根上）、第3/第4タンク各590 l（室内壁面）
- 潤滑油：床下タンク370 l、主機クランク室下部
- 冷却水：第1水タンク250 l（屋根上）、第2タンク480 l（室内壁面）、第3/第4タンク300/240 l（床下）

### 電機機器・補機
主発電機は幅2100 mmの架台に搭載されて主機と直結されているもので、連続定格出力450 kW、電圧500 V、電流900 A、回転数600 rpm、1時間定格電流1100 Aの直流複巻補極付、自己通風式のもので、界磁は自励分巻界磁、他励分巻界磁、差動直巻界磁と、主発電機を起動用電動機として使用するための直巻界磁を備えている。また、主発電機には補助発電機が直結されており、これは連続定格出力50 kW、電圧150 V、電流333 A、回転数600 rpmの直流分巻、自己通風式のもので、主発電機の他励分巻界磁の電源、補機、制御回路および蓄電池の電源として使用される。
主電動機は1時間定格出力 170 kW、電圧600 V 、電流310 A、回転数700 rpmの直流直巻補極付、自己通風式のもので、2基の台車の各2軸の動軸に1基ずつ、計4基が搭載されており、2基を並列に接続したものを直並列制御する。
電気式ディーゼル機関車の主発電機と主電動機の種類および回路構成にはいくつかの種類があるが、本形式では、主発電機の差動複巻界磁の作用により主発電機の端子電圧を自動的に制御してその出力を一定に保つ、レンプ式と通称される自動制御差動複巻界磁方式をベースとして、他励分巻界磁を制御することによって主発電機の出力を制御する、通称レナード式と通称される手動制御式分巻界磁方式を組合わせた回路構成（マッファイ・シュワルツコフ式とも通称される）となっている。
速度、運転方向、機関回転数などを運転室内の主幹制御器により制御しており、主回路用接触器は電磁式のもの、2基毎の主電動機群の直並列切替は手動切替スイッチにより行われ、主幹制御器には力行ハンドル、逆転器ハンドルのほか、主機回転数を450 rpmもしくは600 rpmに切替える機関回転数切替用ハンドルが設置されている。通常の運転時には、逆転器を”前”もしくは"後"、機関回転数を"650 rpm"とし、主電動機切替ハンドルを"直列"とすると補助発電機の発生電圧が約150 Vとなり、力行ハンドルを"1ノッチ”とすると主電動機群が直列に接続され、"2ノッチ"とすると主発電機回路が構成されて機関車が起動し、力行ハンドルのノッチを進めると界磁抵抗が順次短絡されて最終段では直列全負荷運転となり、その後、力行ハンドルを一旦"1ノッチ"に戻し、主電動機切替ハンドルを"並列"とすると主電動機群が順次並列接続に切替わり、ノッチを進めると並列全負荷運転となる。制御段数は直列4段、渡り2段、並列2段の8段であり、主電動機故障時には2基1群単位で開放が可能で、主電動機2基運転時には主機の回転数は自動的に450 rpmとするようにされていた
。本形式の牽引能力は以下の通り。
- 牽引力：72 kN（定格）、159 kN（最大）
- 牽引トン数・速度：
  - 540 t・45km/h（平坦線）もしくは8 km/h（20‰上り）
  - 1800 t・27 km/h（平坦線）

また、鉄道建設工事現場などに電源を供給する機能を有しており、機関回転数切替スイッチを"450 rpm"とし、車外送電用切替接触器を操作すると主発電機から100 Vで50 kW程度の電力を外部に供給することが可能となっている。
機関冷却水および潤滑油冷却用のラジエーターは車体左右側面にそれぞれ4組ずつと2組ずつと設置されており、屋根上に2基設置された電動送風機により冷却されるものとなっており、送風機用電動機の1基/2基直列/2基並列運転を切替えて冷却能力を調整している。
電動空気圧縮機は、機関起動時の燃料や回転数制御、デコンプレッションにも圧縮空気を使用するために蓄電池で駆動が可能としたD -4-P型を2基搭載しており、圧縮空気はブレーキ、電磁空気式の制御機器、警笛、警鐘、砂撒き装置などに使用されるほか、必要に応じ外部に供給することも可能となっている。
蓄電池は補助発電機で充電されるもの機械室内通路下に搭載し、型式はVF−15で容量 （4時間放電率）420 Ah、端子電圧 116V 、セル數 56となっており、制御回路、電灯回路、補機回路、主機の起動、電気暖房などに使用可能な容量のものとされていた
本形式は、環境条件の厳しい満洲北部における運用に対応するために必要な装備を搭載している。冬季における外気温-40 ℃・風速10 m/sの環境下、機関停止・屋外留置時においても機械室内の床上1 mの位置の室温を5 ℃に保つことができるよう、蓄電池を電源とした容量計2 kWの電気暖房と、重油燃焼式で運転室・機械室内の暖房および潤滑油・燃料・冷却水系の保温用の温水ボイラーを搭載しているほか、主機および温水ボイラーの排気熱を利用した吸気加熱器および機関起動時に使用するデコンプレッション機構を装備している。一方で、夏季における外気温35 ℃の環境下においても連続最大出力運転を継続できる冷却水・潤滑油の冷却性能を有しているほか、主機停止直後における主機内部の機関冷却水の過熱と、それに伴う潤滑油の変質を防止するために温水ボイラーの温水用電動ポンプを冷却水の循環に転用して機関の冷却を継続できる構造となっている。さらに、空気濾過器は満洲北部における砂塵にも対応可能なものを装備している。

## 車体・走行装置
車体は前後デッキ付で屋根の前後端部が庇を兼ねており、できる限り電気溶接を使用して型帯等をなくした、鉄道省EF11形1-3号機と類似の外観のものとなっているが、角張った形状であり、高さのある主機を車体内に搭載するために屋根高3960 mm、全高4765 mmと満鉄の車両限界に合わせた背の高いもの（同時期の鉄道省の電気機関車より各々約400 mm、約900 mm高い）となっていることが特徴である。
車体内は両端に運転室、中央に機械室を配置し、運転室には正面のデッキを経由して出入する構造となっているほか、車体端梁に柴田式自動連結器を装備している。台枠は主機・主発電機およびその連結部の設置時の歪み防止および連結作業等の際の衝撃による変形防止のために特に強度を確保した構造のものとされているほか、外板は3.2 mm厚の鋼板で構成され、防寒のため内装は木板もしくは断熱材張りとなっているほか、現地の治安状況に鑑み、側面全面に必要に応じ防弾鋼板を、車体側面ラジエーター部に防弾覆をそれぞれそれぞれ装備可能な構造としている
主要機器の配置は以下の事項を考慮したものとなっている。
- 機器の設置および点検が容易な構造とする
- 修繕の際の機器類の交換が容易な構造とする
- 機関の起動は運転室からも機械室からも可能なものとする
- 主要な機器の運転状態（回転数・温度・電流・電圧・圧力等）を運転室内の計器により把握できるものとする
- 冷却水、暖房用温水、潤滑油、燃料油の循環状態を容易に点検可能なものとする

運転室内等には以下の運転操作機器および計器類が設置されている。
- 両側運転室：
  - 運転操作機器：主幹制御器、ブレーキ弁
  - 計器類：速度計、主機回転計、冷却水圧力計、潤滑油圧力計、冷却水温計、機関負荷計、ブレーキ用圧力計一式、主回路電圧計/電流計、補助/蓄電池回路電圧計
- 第2端側運転室のみ：手ブレーキハンドル[27]、蓄電池回路電流計、車外送電回路電圧計/電力計
- 機関室内：主機回転計

また、機械室内、床下、屋根上の主な機器配置は以下の通り
- 機械室内：主機、主発電機、補助発電機、電動送風機、電動空気圧縮機、蓄電池、冷却水/暖房用温水用電動ポンプ、暖房用ボイラーおよび付属機器、燃料タンク、潤滑油/冷却水用ラジエター
- 屋根上：消音器、潤滑油タンク、燃料タンク、吸気濾過器/吸気加熱器
- 床下：冷却水タンク、潤滑油タンク

台車は車軸配置A1A（軸距1500 + 1500 mm）の板台枠式台車で、側枠は25 mm厚の鋼板、中梁と端梁は鋳鋼製となっており、軸箱支持方式は軸箱守式となっている。軸ばねは重ね板ばねで、車端側動軸の軸ばねと従軸の軸ばねの間をイコライザで連結して仮設線などの状態の悪い軌道に対応可能としているほか、心皿高を連結器中心高と合わせることで列車牽引時の各軸重の不均衡を抑制している。また、主電動機の装荷方式はノーズサスペション式の吊り掛け駆動方式であるほか、砂箱、ブレーキシリンダ等を装備している。
ブレーキ装置として、当時日本国内で製造されていた電気機関車に広く使用されていたEL-14A自動空気ブレーキ装置を装備し、手ブレーキ装置は第2端側の運転室内にブレーキハンドルを設置し、同じく同じく第2端側の台車に作用する方式となっており、基礎ブレーキ装置は各動軸に作用する両抱式の踏面ブレーキを装備する。

## 運用
本形式は当初は鉄道建設局が導入したものであったが、1935年には鉄路総局に移管されて本線の列車の牽引にも使用されるようになり、中大専用鉄道で鉱石輸送列車の牽引に使用されたとの記録もあり、1943年時点ではジキイ型1号機およびジキニ型1号機とともに奉天鉄道局の奉天機関区の所属となっていた。その後は終戦まで使用され、その後ソビエト連邦に接収されたと伝えられている。

本形式の運用状況に関して残された記録は多くはないが、南満州鉄道における評価の一例として
斯様に本機關車は重油電氣車輛の製作に著しき貢獻を有するのみならず、滿洲鐵道建設にも亦大なる役割を果せるものである。即ち建設線には給水施設の不備に拘らず本機關車の特長を遺憾なく發揮し北滿各線の建設には縱横自在に活躍しその機能の優秀性を期待されたるものなり。（中略）出力 750 馬力は機關車としては極く小型に屬し牽引力不足のため本線に於てその機能を充分發揮し得ないのは遺憾と思ふ。—奉天鐡道局輸送課
といったものがあり、一方、メーカーにおける評価は
大変よく活動し、北満洲の鉄道建設に非常に役にたった。日本内地とちがって冬の北満の気温が零下 40〜50 度ということで蒸気機関車は水の不足と結氷事故のため，ほとんど使用できないときでも，ディーゼル機関車は操業できた。—仲谷新治（新潟鐵工所）、ディーゼル機関講義
北満の鉄道敷設に従事し、泥まみれとなって活躍し、よくその目的を達成し得たのは誠に喜ばしいことである。—東京芝浦電気株式会社、芝浦製作所六十五年史
といったものとなっている。
そのほか、本形式は大容量の蓄電池と高出力の起動電動機（主発電機）により主機を起動させるため、デコンプレッション機構を使用しなくても容易に起動可能であったほか、-40〜50℃となる厳冬期でも、夜間に一度主機を運転しておけば、翌朝は暖房用ボイラーを稼働させなくても問題なく主機を起動できたとされている。一方で、厳冬期においては吸気加熱器を使用しても主機アイドル時に気筒内温度低下を要因とするミスファイアが発生し、ミスファイアおよびその際に排気管等に付着した燃料油が機関車運転により排気温度が上がると不完全燃焼を起こすことによる黒煙の発生が問題となり、吸気を外気からではなく機関室内から行う方式とすることで改善を図るとともに、列車の駅進入時前の時点から駅発車前の時点までの間は主機を停止する運転方法も実施されている。また、本形式の後に導入されたジテ1型の新潟鐵工所製の主機は、運転時の台板の熱膨張による変形が、同じく新潟鐵工所製の鉄道省DD10形の主機は車体の剛性不足がそれぞれ要因とされるクランクシャフトの折損事故等が発生しているが、本形式は前述の通りの台枠および主機台板の構造により、このような問題は発生しなかったとされている。一方、匪賊等の襲撃対策として装備可能な構造となっていた防弾鋼板は治安の改善に伴い実際には装備されることはなかった。